# John Glenn
John Herschel Glenn, Jr. (18 tháng 7 năm 1921 – 8 tháng 12 năm 2016), (Col, USMC, Ret.), là một phi công Thủy quân lục chiến Mỹ, kỹ sư, nhà du hành vũ trụ và Thượng nghị sĩ Hoa Kỳ. Ông được chọn vào nhóm "Mercury Seven" - nhóm các phi công thử nghiệm quân sự được NASA lựa chọn trong năm 1959 để trở thành phi hành gia đầu tiên của Mỹ và bay trên tàu vũ trụ Project Mercury. Ngày 20 tháng 2 năm 1962, Glenn đã bay trong chương trình Friendship 7 và trở thành người Mỹ đầu tiên bay vòng quanh quỹ đạo Trái Đất và người thứ năm vào không gian, sau phi hành gia Yuri Gagarin, Gherman Titov và các chuyến bay phụ quỹ đạo của chương trình Mercury gồm phi hành gia Alan Shepard và Gus Grissom. 
Glenn là người Mỹ trẻ nhất từng đi vào không gian, tính trên toàn cầu thì ông là người thứ hai sau phi hành gia Liên Xô Georgy Beregovoy. Glenn nhận Congressional Space Medal of Honor vào năm 1978, và được giới thiệu vào Astronaut Hall of Fame của Mỹ vào năm 1990.

## Tiểu sử
John Herschel Glenn, Jr., sinh ngày 18 tháng 7 năm 1921 ở Cambridge, Ohio, con của John Herschel Glenn, Sr., (chủ của Công ty Hệ thống Nước Glenn), và giáo viên Clara Teresa (nhũ danh Sproat), và được nuôi nấng ở New Concord cùng với em gái nuôi Jean. Ông theo học tại Trường cơ sở New Concord .
Sau khi tốt nghiệp trường trung học New Concord năm 1939, Glenn học kỹ thuật tại Muskingum College. Ông đã nhận được một giấy phép thí điểm riêng cho tín dụng trong một khóa học vật lý vào năm 1941. Glenn đã không hoàn thành năm cuối cấp ở của mình hoặc tham gia một kỳ thi thắc mắc, cả hai đều được trường yêu cầu bởi bằng Cử nhân Khoa học. Muskingum được trao bằng cấp năm 1962, sau chuyến bay không gian Mercury của Glenn.